# روبرت غرين (لاعب كريكت)
روبرت غرين (11 ديسمبر 1894 - 13 سبتمبر 1969) (بالإنجليزية: Robert Green)‏ هو لاعب كريكت بريطاني وبريطاني (وحمل سابقاً جنسية المملكة المتحدة لبريطانيا العظمى وأيرلندا).